# Daniel Hope (Schauspieler)
Daniel Hope (* 21. September 1979 in Lewisham als Daniel Dean) ist ein britischer Fernseh- und Filmschauspieler. Er absolvierte die Mountview Theatre School, wo er seine Ausbildung 1999 abschloss. Hope spielte in zahlreichen Spielfilmen und Fernsehserien wie Only Fools and Horses, EastEnders oder Casualty mit.